# Grand Tour

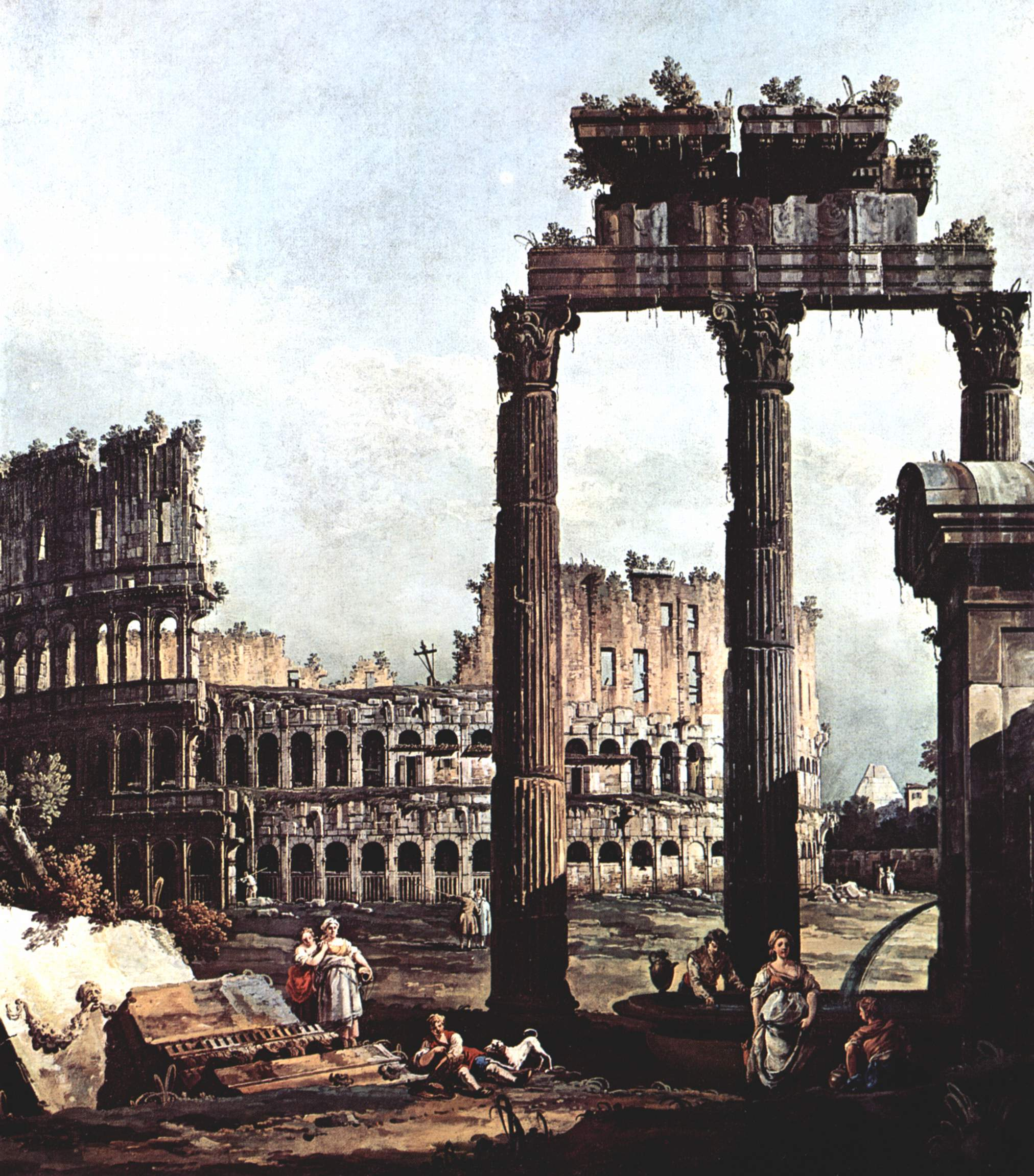
Il Colosseo in un dipinto di Bernardo Bellotto (1721-1780)

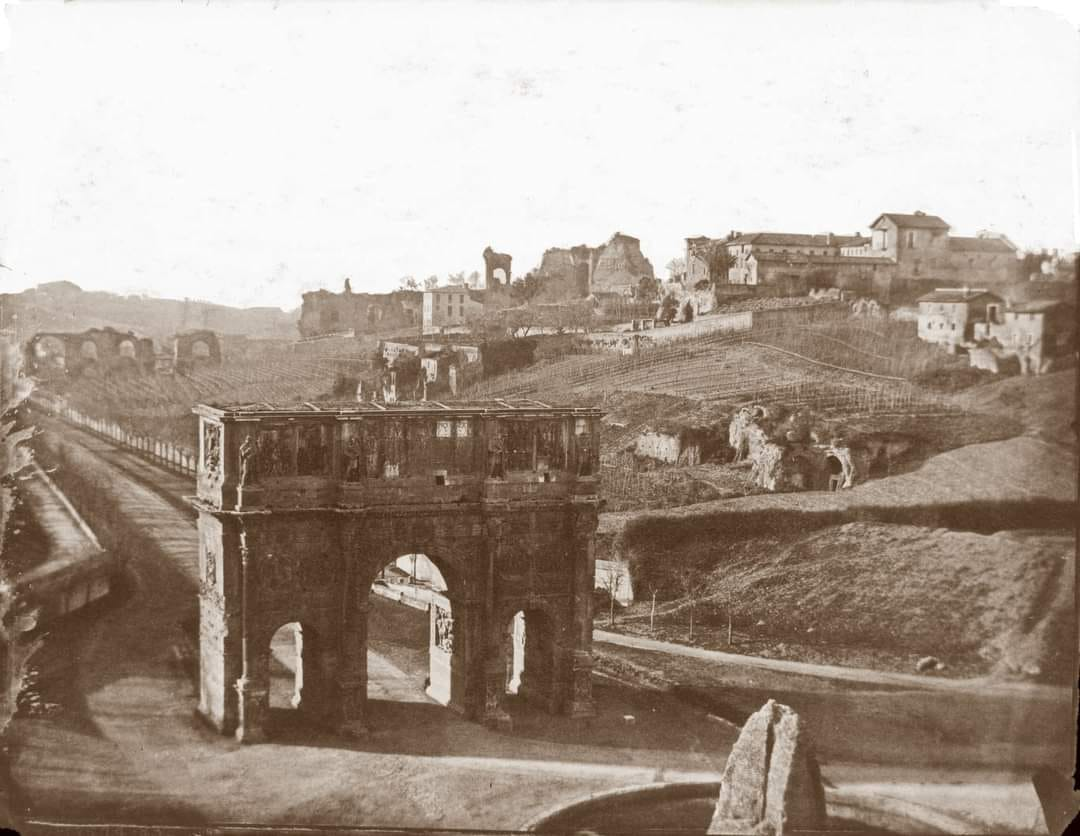
L'Arco di Costantino come si mostrava ai visitatori nella prima metà del XIX secolo in una fotografia del 1850

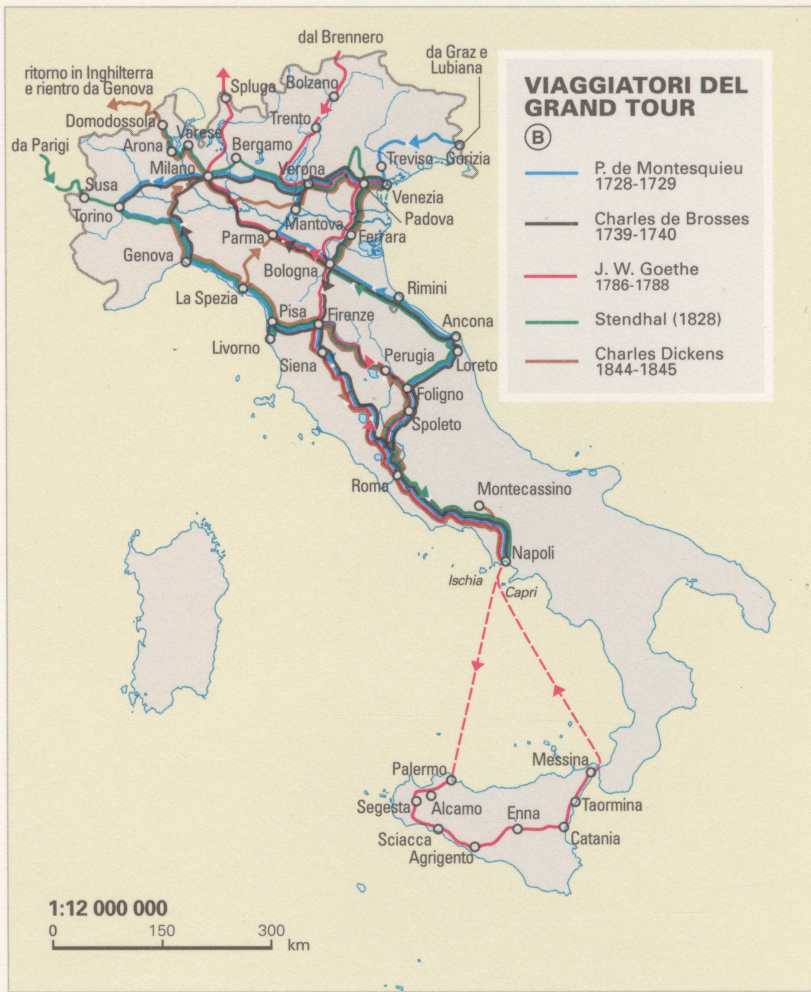
Itinéraires des Grands Tours de Montesquieu, de Brosses, Goethe, Stendhal et Dickens

Il Grand Tour era un lungo viaggio nell'Europa continentale intrapreso dai ricchi dell'aristocrazia europea a partire dal XVIII secolo e destinato a perfezionare il loro sapere con partenza e arrivo in una medesima città. Aveva una durata non definita e di solito aveva come destinazione chiave l'Italia.
Il termine turismo e più in generale il fenomeno dei viaggi turistici odierni come cultura di massa ebbero origine proprio dal Grand Tour.

## Storia

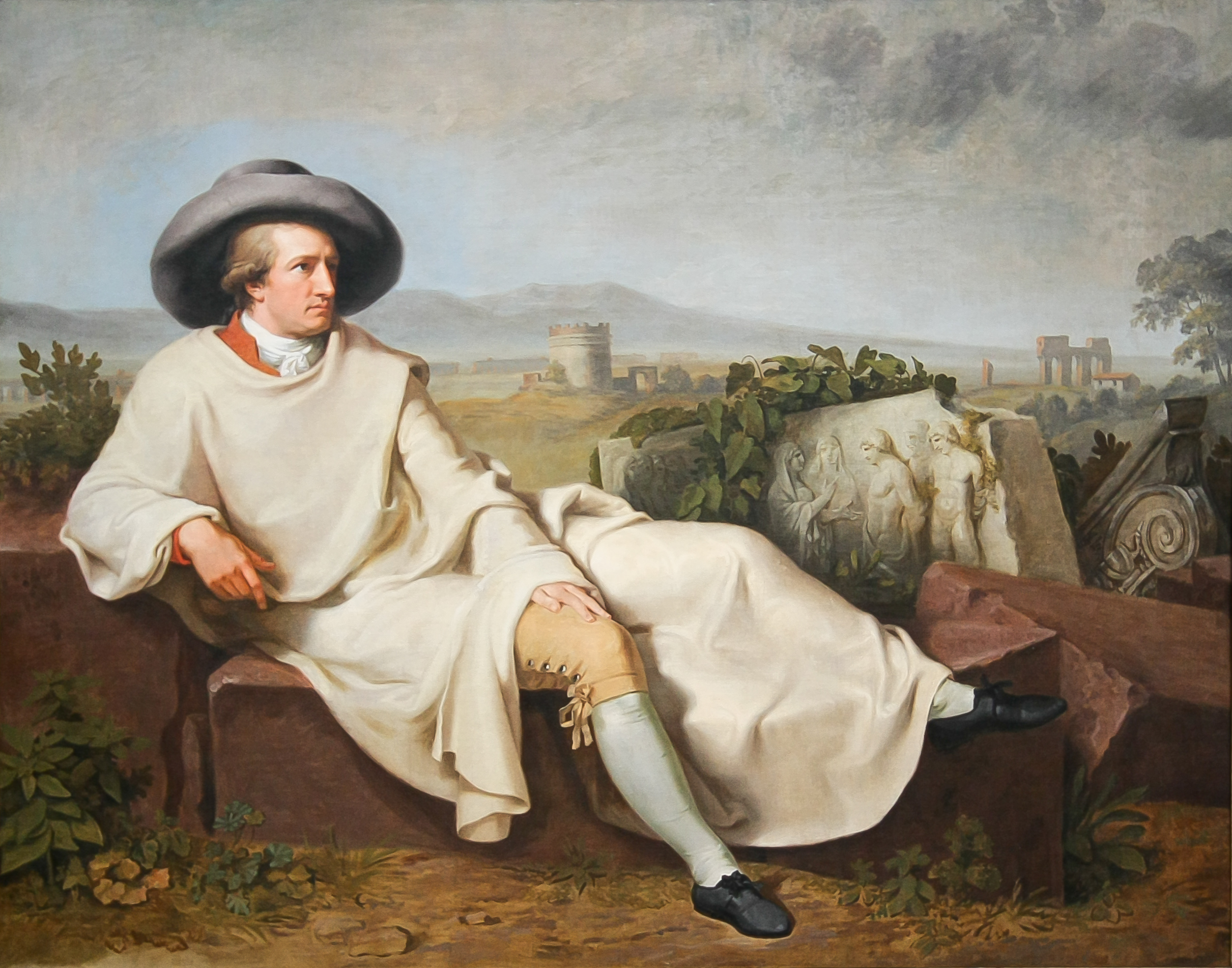
Goethe nella campagna romana, 1787, Francoforte, Städelsches Kunstinstitut

Durante il Grand Tour, i giovani imparavano a conoscere la politica, la cultura, l'arte e le antichità dei paesi europei. Passavano il loro tempo facendo giri turistici, studiando e facendo acquisti.
L'Italia con la sua eredità della Roma antica, con i suoi monumenti, divenne uno dei posti più popolari da visitare. Oltre alla conoscenza del mondo antico, gli inglesi vennero  a contatto con le opere di Palladio a Venezia e nel Veneto e con il Neoclassicismo a Napoli. Durante il viaggio i giovani potevano acquistare, secondo le loro possibilità e i mezzi, numerose opere d'arte e cimeli, e visitare le rovine di Roma, ma anche di Pompei ed Ercolano che erano state riscoperte recentemente (a partire dal 1748). Tra le tappe più importanti del tour vi erano Napoli e i Campi Flegrei che offrivano la possibilità di visitare sia siti archeologici che fenomeni naturali, quali l'attività vulcanica. Ne dà esempio Goethe nel suo Viaggio in Italia, che visitò anche la Sicilia (fra le città piu importanti Palermo, Catania, Messina).
Tappa fondamentale era infatti anche la Sicilia, i vulcani ed i tesori greci, le rovine medievali e castelli normanni, le architetture barocche dell'isola, di cui Friedrich Maximilian Hessemer scriveva nelle sue Lettere dalla Sicilia all'inizio dell'800: «la Sicilia è il puntino sulla i dell'Italia, [...] il resto d'Italia mi par soltanto un gambo posto a sorreggere un simil fiore». Allo stesso tempo, anche gli studenti di arte da tutte le parti di Europa venivano in Italia a imparare dagli antichi modelli. La Sicilia infatti offriva la possibilità di studiare l'arte greca senza dover affrontare il viaggio in Grecia, all'epoca dominio turco, con i rischi e le proibizioni che la sua amministrazione comportava.
Grande attrazione per i primi turisti, che ne scrivono spesso nei loro appunti di viaggio. Fra i tanti, curiosa l'osservazione dello scrittore francese Valery sull'area Fiumelatte, già citata da Leonardo da Vinci nel Codice Atlantico, nel 1827:
(Antoine Claude Pasquin (detto Valery), 1831)

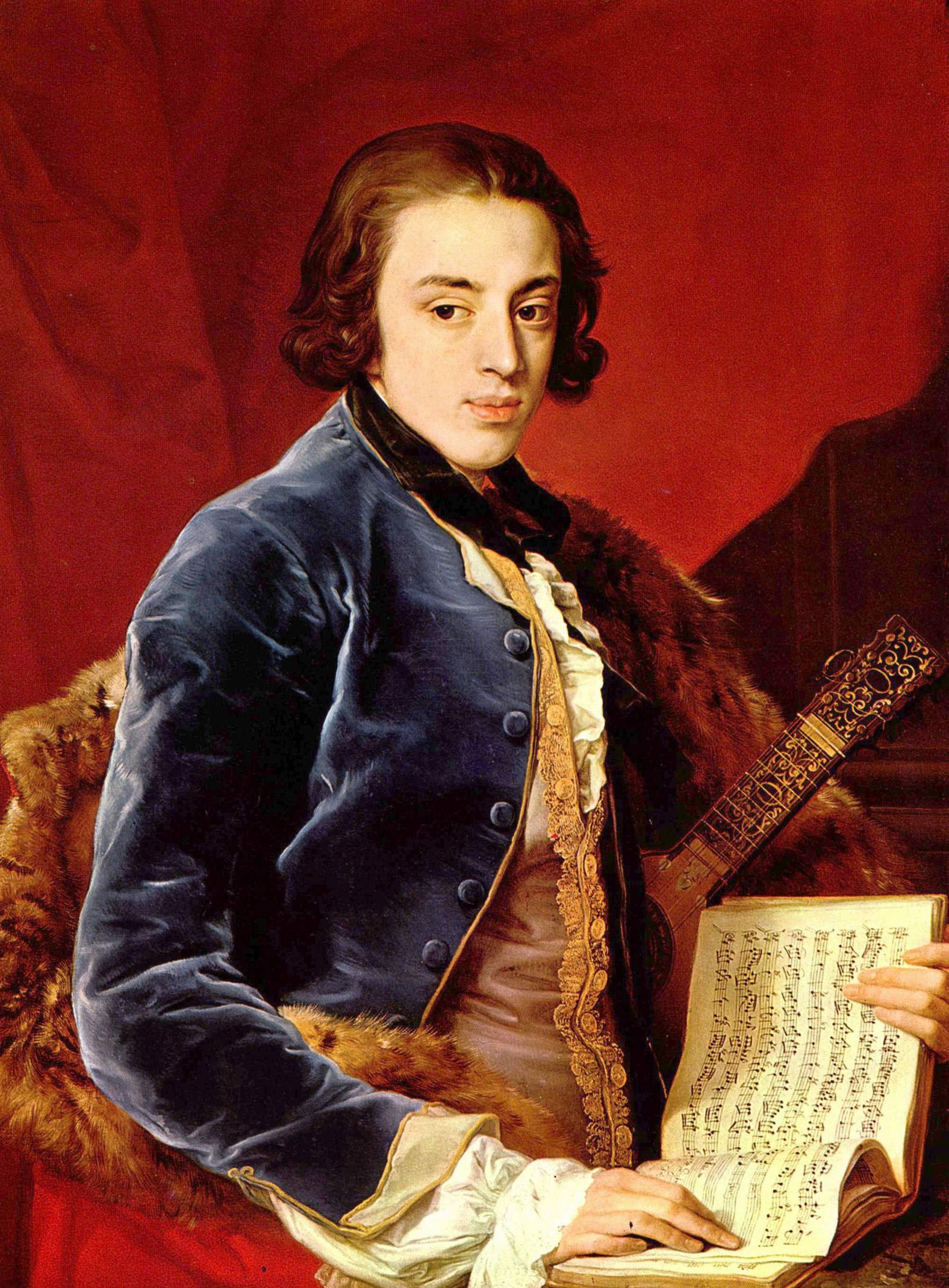
John Brudenell-Montagu (1735-1770), ultimo marchese di Monthermer, ritratto da Pompeo Batoni

Un momento importante del viaggio era la commissione di un ritratto ad un noto pittore del momento, spesso durante una sosta prolungata a Roma, oppure anche il solo acquisto di vedute del paesaggio italiano. Tra i pittori che avevano questa clientela vi erano Pompeo Batoni, Canaletto e Piranesi. I numerosi pittori, incisori e scultori stranieri che vivevano a Roma, tra cui gli allievi dell'Accademia di Francia, beneficiavano economicamente di questa pratica, sia con la vendita delle loro opere che offrendo i loro servizi come guide.

Pittori e letterati danesi in un'osteria (La Gensola) di Roma in un dipinto (1837) di Ditlev Blunck.

La Francia rappresentava il vertice dello stile e della sofisticazione, così i giovani britannici si mettevano in viaggio verso quel paese per liberarsi del loro comportamento grossolano e adottare le maniere che li avrebbero messi in evidenza come aristocrazia della Gran Bretagna. Sotto l'occhio attento del tutore e curato dal valletto, il giovane si metteva in moto. Il primo passo nel giro era attraversare la Manica per Calais, in Francia. Per molti giovani, la traversata rappresentava già una prova da affrontare, poiché la turbolenta traversata spesso causava il mal di mare ai viaggiatori. A Parigi, tutte le tracce esteriori dell'estrazione britannica venivano cancellate grazie ad un nuovo guardaroba completamente francese. Vestito come un francese, ora era pronto a essere introdotto in società. Dopo aver saggiato la nuova vita nella capitale ospite, il grand-turista andava a Digione, Lione e infine Marsiglia.
Il successo del libro di Thomas Coryat Coryat's Crudities del 1611 è spesso considerato come l'inizio della mania per Grand Tour. Mentre l'espressione Grand Tour sembra aver fatto la sua comparsa sulla guida The Voyage of Italy di Richard Lassels, edita nel 1670. Al Grand Tour, specie verso l'Italia, non erano estranei i giovani degli altri paesi europei, come la Germania e la Francia. Anche Johann Wolfgang von Goethe, di cui si è già accennato, realizzò il suo Grand Tour in Italia dal 1786 al 1788 di cui scrisse nel suo famoso Italienische Reise. Il Grand Tour fu occasione per la pubblicazione di numerosi libri guida: uno dei primi fu An Account of Some of the Statues, Bas-Reliefs, Drawings, and Pictures in Italy (1722), scritto dai pittori inglesi Jonathan Richardson il Vecchio (1665-1745) e suo figlio Jonathan Richardson il Giovane (1694-1771).
Verso la fine del 1700 il percorso del Grand Tour era divenuto il viaggio che i giovani dell'alta aristocrazia europea compivano, a completamento dei loro studi universitari, per arricchire il loro bagaglio culturale. Nell'estate del 1840 Mary Shelley arrivò sul Lago di Como e volle restare per otto settimane: la scrittrice percorse anche le montagne del lago di Como a piedi, a cavallo e con diligenze fino a Esino Lario, e il lago con barche e battelli nella riva di Lierna e Varenna.
Durante il XIX secolo la maggior parte dei giovani istruiti fece il Grand Tour. Più tardi questo viaggio divenne alla moda anche per le giovani donne. Un viaggio in Italia con la zia nubile in qualità di chaperon faceva parte della formazione della nobiltà e della signora d'alto ceto. La pratica del Grand Tour divenne meno frequente durante le guerre della Rivoluzione francese e l'Impero, ma riprese con la Restaurazione, senza tuttavia conoscere la popolarità del secolo precedente.
A Taormina è stato istituito nel 2015 il Museo delle Belle Arti e del Grand Tour che custodisce opere, principalmente in acquerello, di alcuni famosi vedutisti britannici, tra cui Frank Brangwyn, Alfred East, George Clausen, Cecil Arthur Hunt, Robert Hawthorn Kitson, John Wright, Philippe Wilson Steer. Il Museo è conosciuto come Museo di Casa Cuseni, ed il 18 febbraio 2019, Casa Cuseni, (Museo delle Belle Arti e del Grand Tour) è stata inserita nell'elenco dei Luoghi dell'Identità e della Memoria della regione siciliana, nella categoria dei Luoghi delle Personalità Storiche e della Cultura.

## Influenza culturale

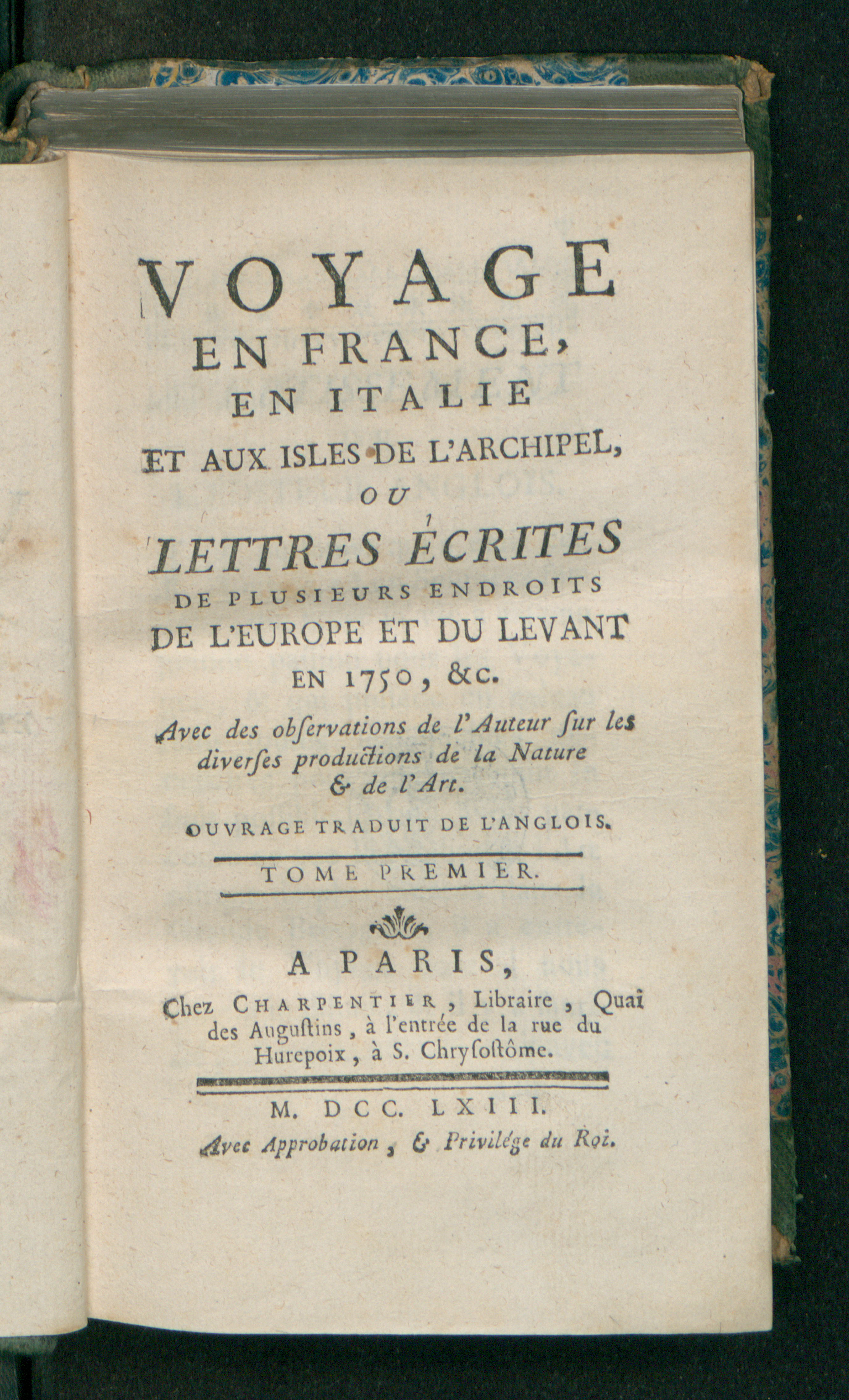
Maihows, Letters from several parts of Europe and the East (edizione francese, 1763), uno dei numerosi libri di viaggio che i viaggiatori nord-europei dedicarono a descrivere il proprio Grand Tour

- Maihows, Letters from several parts of Europe and the East, 1750 (trad. francese 1763)
- Mary Boddington, Slight reminiscences of the Rhine, Switzerland, and a corner of Italy, vol. 1, London, 1834.
- Mary Boddington, Slight reminiscences of the Rhine, Switzerland, and a corner of Italy, vol. 2, London, 1834.
- Viaggio in Italia, saggio di Johann Wolfgang von Goethe.
- Sulla riva dello Jonio, saggio di George Gissing.
- Noi, romanzo di David Nicholls.
- History of a Pleasure Seeker, romanzo di Richard Mason.
- Alberto Macchi, Irene Parenti: atto unico teatrale tra realtà e ipotesi, Roma, AETAS, 2006, Note.
- Camera con vista (1986), film di J. Ivory, tratto dal romanzo omonimo di E. M. Forster.
- Lettere dalla Sicilia (2005), film di Manuel Giliberti.